# Xiroki Karàmix
Xiroki Karàmix (en rus: Широкий Карамыш) és un poble de l'óblast de Saràtov, a Rússia, segons el cens del 2010 tenia 1.545 habitants. Pertany al districte municipal de Líssie Gori.